# Нал-Нундара культура
Нал-Нундара культура — археологічна культура бронзової доби. 
Датується 2500-1800 рр. до н. е. Була поширена на південному заході Пакистану. 
Залишена осілими хліборобами- скотарями, Основні пам'ятки - Нундара й Нал (Сохр-Дамб). 
Характерні багатокімнатні будинки із самана; колективні поховання; мідні й бронзові вироби (сокири тесла кинджали, браслети); глиняний посуд з багатобарвним розписом (геометричні й рослинні мотиви, зображення риб птахів козлів, левів, биків). 
Відмічаються зв'язки з сусідньою хараппською цивілізацією.